# منتخب تايلاند لكرة الطائرة للسيدات
منتخب تايلاند الوطني لكرة الطائرة للسيدات (بالتايلندية: วอลเลย์บอลหญิงทีมชาติไทย)‏ هو ممثل تايلاند الرسمي في المنافسات الدولية في كرة طائرة في فئة كرة الطائرة للسيدات.